# 1534 Нясі
1534 Нясі (1534 Näsi) — астероїд головного поясу, відкритий 20 січня 1939 року.
Тіссеранів параметр щодо Юпітера — 3,288.
Назва від Нясіярві (фін. Näsijärvi) - озера на південному заході Фінляндії.